# Premier League de las Islas Vírgenes Estadounidenses 2018-19
La Premier League de las Islas Vírgenes Estadounidenses de 2018-19 fue la 15.ª edición del Campeonato de fútbol de las Islas Vírgenes Estadounidenses, y la primera bajo el nombre Premier League. La temporada comenzó el 14 de octubre de 2018 y terminó el 17 de febrero de 2019. El campeón garantizó un cupo en la CONCACAF Caribbean Club Shield 2020

## Participantes
| Equipos de Saint Croix: - Helenites - Prankton United - Rovers FC - Unique | Equipos de Saint Thomas: - LRVI FC - New Vibes - Raymix - United We Stand |

## Formato
Por primera vez, los equipos de las dos principales islas, Saint Croix y Saint Thomas, compitieron juntos en la misma liga (anteriormente, jugaban en sus propias ligas, y los dos mejores de cada liga clasificaba a los play-offs). Un total de ocho equipos, con cuatro equipos de cada isla, compitieron en la temporada regular.

## Clasificación
| Pos. | Equipo          | PJ | PG | PE | PP | GF | GC | DG  | Pts. |                               |
| ---- | --------------- | -- | -- | -- | -- | -- | -- | --- | ---- | ----------------------------- |
| 1    | Unique          | 10 | 7  | 2  | 1  | 29 | 14 | +15 | 23   | Clasificación a los Play-offs |
| 2    | Raymix          | 10 | 7  | 0  | 3  | 24 | 15 | +9  | 21   | Clasificación a los Play-offs |
| 3    | Helenites       | 10 | 6  | 2  | 2  | 32 | 14 | +18 | 20   | Clasificación a los Play-offs |
| 4    | United We Stand | 10 | 6  | 1  | 3  | 58 | 20 | +38 | 19   | Clasificación a los Play-offs |
| 5    | New Vibes       | 10 | 5  | 0  | 5  | 24 | 18 | +6  | 15   |                               |
| 6    | Rovers          | 10 | 3  | 3  | 4  | 20 | 14 | +6  | 12   |                               |
| 7    | Prankton United | 10 | 1  | 1  | 8  | 16 | 67 | −51 | 4    |                               |
| 8    | LRVI FC         | 10 | 0  | 1  | 9  | 11 | 52 | −41 | 1    |                               |

## Fase final

### Semifinales

#### Partidos de ida
| Local  | Resultado | Visitante       | Fecha               |
| ------ | --------- | --------------- | ------------------- |
| Raymix | 0-2       | Helenites       | 27 de enero de 2019 |
| Unique | 0-1       | United We Stand | 27 de enero de 2019 |

#### Partidos de vuelta
| Local           | Resultado | Visitante | Fecha                |
| --------------- | --------- | --------- | -------------------- |
| Helenites       | 3-2       | Raymix    | 3 de febrero de 2019 |
| United We Stand | 1-0       | Unique    | 3 de febrero de 2019 |

### Final
| Local     | Resultado | Visitante       | Fecha                 |
| --------- | --------- | --------------- | --------------------- |
| Helenites | 2-1       | United We Stand | 17 de febrero de 2019 |

Helenites

Campeón

## Goleadores
| Jugador      | Club            | Goles |
| ------------ | --------------- | ----- |
| Amon Bascome | United We Stand | 30    |